# Christian Liétar
Christian Liétar (Linkebeek, 15 februari 1942 - aldaar, 25 december 2012) was een Belgisch FDF-politicus. Hij was ingenieur van opleiding.
Liétar werd voor de eerste maal in de gemeenteraad van Linkebeek verkozen in 1970 om vanaf 1971 te zetelen in de oppositie. Tijdens de volgende bestuursperiode - die startte in 1977 - werd hij schepen van openbare werken. Van 1989 tot 1992 was hij burgemeester om nadien schepen te blijven tot begin 1995.
Hij werd er als burgemeester opgevolgd door Christian Van Eyken. Liétar werd vooral geprezen voor zijn inzet voor het tot stand komen van het Franstalig onderwijs in zijn gemeente. Maar volgens getuigen ook als de man van de dialoog.